# Partia Socjalizmu i Wyzwolenia
Partia Socjalizmu i Wyzwolenia (ang. Party for Socialism and Liberation, PSL) – założona w 2004 marksistowsko-leninowska partia w Stanach Zjednoczonych. 

## Program i działania
Określa się jako partia rewolucyjna. Jest krytyczna wobec imperialistycznej postawy rządów USA, rasizmu, seksizmu, ubóstwa i przemocy policji amerykańskiej. Partia angażuje się w obronę praw mniejszości oraz w ruchu antywojennym, wyraża poparcie dla rewolucji boliwariańskiej. Działacze partii wydają dwutygodnik Liberation.